# Ethobunus albitrochanteris
Ethobunus albitrochanteris is een hooiwagen uit de familie Zalmoxioidae.